# Đỉnh Agrihan
Đỉnh Agrihan là một núi lửa dạng tầng trên hòn đảo không có người ở Agrihan trên Thái Bình Dương, nằm ở Quần đảo Bắc Mariana, một quần đảo thuộc khối thịnh vượng chung của Hoa Kì. Ngọn núi lửa này có độ cao 3.166 foot (965 m), làm nó trở thành ngọn núi cao nhất thuộc quần đảo Bắc Mariana, cũng như toàn bộ Micronesia.

## Lịch sử
Lần cuối ngọn núi lửa này được ghi nhận phun trào là vào năm 1917 .
Một đoàn thám hiểm do John D. Mitchler và Reid Larson tổ chức đã thực hiện chuyến đi đầu tiên lên đỉnh của đỉnh núi này vào ngày 1 tháng 6 năm 2018.